# Tovărășia
Tovărășia – wieś w Rumunii, w okręgu Jałomica, w gminie Miloșești. W 2011 roku liczyła 427 mieszkańców.